# 林佐民
林佐民，CM，AOE（Norman Lim "Normie" Kwong，1929年10月24日—2016年9月3日），加拿大退休職業加式足球運動員及商人，2005年至2010年間出任亞伯達省省督，是該省史上首位以及加拿大史上第二位華裔省督。

## 生平

### 早年及私人生活
林佐民祖籍中國廣東省台山市四九鎮复隆村，其父母於20世紀早期移居加拿大亞伯達省卡加利，而林佐民則於1929年10月24日在卡加利出生。他曾於卡加利的西加拿大中學就讀，其後再到皇家山學院（即今皇家山大學）商科修讀，並於1949年畢業。
他於1960年與溫哥華華僑社區領袖李日如的女兒李月嫻結婚，婚後兩人育有四名兒子。

### 職業球員生涯
林佐民於中學時代已對加式足球產生興趣，並於1948年加入加拿大足球聯賽（CFL）旗下的卡加利狂奔者隊成為職業球員，是該聯盟第一位華裔球員。狂奔者隊於該賽季奪得冠軍，捧走格雷杯，而年僅19歲的林佐民亦成為當時最年輕的格雷杯冠軍球隊隊員。效力狂奔者隊三個球季後，林佐民於1951年轉投愛民頓愛斯基摩人隊，並連同隊友於1954年至1956年間三度贏取格雷杯，實現三連冠。
林佐民在聯盟裡有「中國快馬」（China Clipper）之稱，曾分別於1951年、1955年和1956年成為CFL西部聯盟最佳跑鋒並捧走艾迪·占士紀念杯，亦於1955年和1956年被評為CFL最傑出加拿大球員。他於1960年退休，在其職業生涯中共打破30項CFL紀錄。

### 轉投商政
林佐民告別職業球員生涯後轉投金融界，從1962年至1970年間任職股票經紀，並成為一間投資公司的合夥人。他其後再轉投地產業，並成為托羅德地產公司（Torode Realty）的副總裁和總經理。他也曾於1971年亞伯達省大選中代表亞省進步保守黨角逐卡加利－米利坎選區的亞省省議會議席，但不敵競逐連任的亞省社信黨候選人迪克遜。
林佐民離開地產界後，曾於1980年至1994年間持有國家冰球聯盟（NHL）旗下卡加利火焰隊的股份，成為該隊股東之一。火焰隊於1989年贏得史丹利杯，令林佐民成為唯一一位分別贏取過格雷杯和史丹利杯的人（雖然他是以股東而非球員身份贏取後者）。他又於1988年至1991年間重歸史丹必隊，擔任該隊的總裁和總經理，為瀕臨破產的史丹必隊重整財務。
1998年，林佐民獲頒加拿大員佐勳章。

### 成為省督
2005年1月20日，他獲委任為亞伯達省省督，成為該省首位華裔省督，以及繼卑詩省的林思齊後加拿大歷來第二位華人省督。當時林佐民年屆75歲，令其成為就任時最年長的亞省省督。同年6月，林佐民歡迎為慶祝亞伯達省成立一百周年紀念而到訪的女王伊莉莎白二世，期間獲女王頒贈聖約翰勳章。他的任期於2010年5月11日屆滿。

## 榮譽

林佐民紋章之盾徽

### 殊勳
- C.M.（1998年[3]）
- A.O.E.（2005年[3]）
- K.St.J（2005年[7]）

### 榮譽學位
- 皇家山大學（2009年[9]）
- 卡加利大學（2011年[7]）

### 體育榮譽
- 晉身加拿大足球名人堂（英语：Canadian Football Hall of Fame）（1969年[10]）
- 晉身加拿大體育名人堂（英语：Canada's Sports Hall of Fame）（1975年[5]）
- 登上愛民頓愛斯基摩人足球隊榮譽牆（1983年[11]）
- 晉身亞伯達省體育名人堂（1980年[12]）
- 獲加拿大體育電視台TSN（英语：The Sports Network）評為加拿大足球聯賽50大頂尖球員（英语：TSN Top 50 CFL Players）之一（2006年）

### 以他命名的事物
- 林佐民公園（Normie Kwong Park）：位於亞伯達省奧爾德斯鎮（Olds）的體育場地[13]

## 另見
- 李紹麟：2009年8月4日起出任緬尼托巴省省督，在林佐民於2010年卸任前造成加拿大首次出現兩位華人省督同時在任的局面

## 外部連結
- 亞伯達省省督辦公室 （英文）